# Kanton Sézanne-Brie et Champagne
Kanton Sézanne-Brie et Champagne is een kanton van het Franse departement Marne. Het kanton maakt deel uit van het arrondissement Épernay. Het heeft een oppervlakte van 831,66 km² en telt 22 154 inwoners in 2017, dat is een dichtheid van 27 inwoners/km².

## Gemeenten
Het kanton Sézanne-Brie et Champagne werd opgericht bij decreet van 21 februari 2014 met uitwerking in maart 2015 en omvat volgende 61 gemeenten.
- Allemant
- Barbonne-Fayel
- Bergères-sous-Montmirail
- Bethon
- Boissy-le-Repos
- Bouchy-Saint-Genest
- Broussy-le-Petit
- Broyes
- Champguyon
- Chantemerle
- Charleville
- Châtillon-sur-Morin
- Chichey
- Corfélix
- Corrobert
- Courgivaux
- Escardes
- Les Essarts-le-Vicomte
- Les Essarts-lès-Sézanne
- Esternay
- Fontaine-Denis-Nuisy
- La Forestière
- Fromentières
- Le Gault-Soigny
- Gaye
- Janvilliers
- Joiselle
- Lachy
- Linthelles
- Linthes
- Mécringes
- Le Meix-Saint-Epoing
- Mœurs-Verdey
- Mondement-Montgivroux
- Montgenost
- Montmirail
- Morsains
- Nesle-la-Reposte
- Neuvy
- La Noue
- Oyes
- Péas
- Queudes
- Reuves
- Réveillon
- Rieux
- Saint-Bon
- Saint-Loup
- Saint-Remy-sous-Broyes
- Saudoy
- Sézanne
- Soizy-aux-Bois
- Le Thoult-Trosnay
- Tréfols
- Vauchamps
- Verdon
- Le Vézier
- Villeneuve-la-Lionne
- La Villeneuve-lès-Charleville
- Villeneuve-Saint-Vistre-et-Villevotte
- Vindey